# Вассербург-ам-Інн
Вассербург-ам-Інн (нім. Wasserburg am Inn) — місто в Німеччині, розташоване в землі Баварія. Підпорядковується адміністративному округу Верхня Баварія. Входить до складу району Розенгайм.
Площа — 18,80 км2. Населення становить 12 662 ос. (станом на 31 грудня 2020).